# Roger Odin

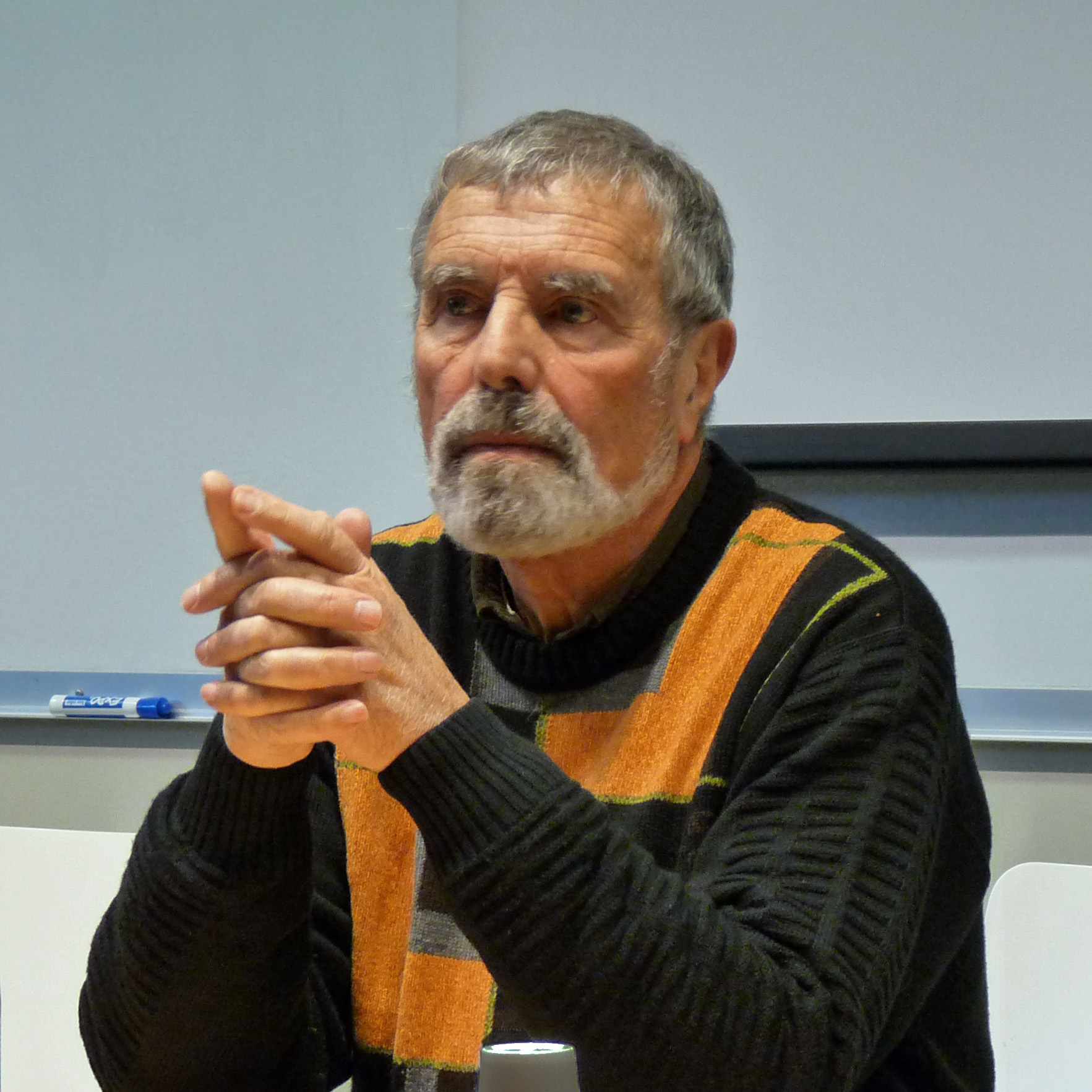
Roger Odin (2011)

Roger Odin (* 1939) ist ein französischer Medienwissenschaftler. Er ist emeritierter Professor für Medienwissenschaft der Universität Paris III und Begründer des semiopragmatischen Ansatzes in der Medienwissenschaft.

## Leben und Wirken
Roger Odin publizierte 1982 seine an der École des hautes études en sciences sociales eingereichte Thèse d’Etat, die als seine erste Monografie zur Semiopragmatik gilt. Seit der Institutsgründung 1988 hat er das Forschungsinstitut für Film und audiovisuelle Medien (Institut de recherche sur le cinéma et l'audiovisuel) an der Université Paris III geleitet, bis er im Oktober 2004 emeritiert wurde. Odin gilt als Begründer des semiopragmatischen Ansatzes, den er über mehr als drei Jahrzehnte entwickelt hat. Zu seinen Forschungsschwerpunkten zählen außerdem der Familien- und Amateurfilm, der europäische Dokumentarfilm sowie Fragen der Fiktionalität und neuerdings das Filmen mit dem Mobiltelefon.

## Veröffentlichungen (Auswahl)

### Monografien
- Cinéma et production de sens. A. Colin, Paris 1990.
- De la fiction. DeBoeck, Brüssel 2000.
- Les espaces de communication. PUG, Grenoble 2011 (deutsch: Kommunikationsräume. Einführung in die Semiopragmatik. OA Books, Berlin 2019).[7]

### Aufsätze (auf Deutsch und Englisch)
- Dokumentarischer Film – dokumentarisierende Lektüre. [frz. 1984]. In: Christa Blümlinger (Hrsg.): Sprung im Spiegel: Filmisches Wahrnehmen zwischen Fiktion und Wirklichkeit. Sonderzahl, Wien 1990 und In: Eva Hohenberger (Hrsg.): Bilder des Wirklichen. Texte zur Theorie des Dokumentarfims. Vorwerk 8, Berlin 2006, S. 125–146.
- Kunst und Ästhetik bei Film und Fernsehen. Elemente zu einem semio-pragmatischen Ansatz. In: Semio-Pragmatik, Kunst, Ästhetik. (= Montage AV. Band 11, Nr. 2). 2002, S. 42–57.
- Der Eintritt des Zuschauers in die Fiktion [frz. 2000]. In: Alexander Böhnke, Rembert Hüser, Georg Stanitzek (Hrsg.): Das Buch zum Vorspann. „The Title is a Shot“. Vorwerk 8, Berlin 2006, S. 34–41.
- Christian Metz for Today. In: Margrit Tröhler, Guido Kirsten (Hrsg.): Christian Metz and the Codes of Cinema. Semiology and Beyond. Amsterdam University Press. Amsterdam 2018.
- Das Zeitalter der Filmsprache ist angebrochen. [ital. 2012]. In: Serienästhetik. (= Montage AV. Band 27, Nr. 2). 2018, S. 115–128.
- Die Semiopragmatik heute. In: Kommunikationsräume. Einführung in die Semiopragmatik. OA Books, Berlin 2019, S. 187–200.

### Herausgeberschaften
- Le film de famille. Méridiens Klincksieck Paris, 1995.
- L’âge d’or du cinéma documentaire. Europe années 50. 2 Bände. L’Harmattan, Paris 1997.
- Le cinéma en amateur. Communications 68, 1999.
- mit L. Allard und L. Creton: Téléphone mobile et création. 2014.